# Olceclostera indistincta
Olceclostera indistincta är en fjärilsart som beskrevs av H.Edwards 1886. Olceclostera indistincta ingår i släktet Olceclostera och familjen silkesspinnare. Inga underarter finns listade i Catalogue of Life.